# Петровський Анатолій Володимирович
Анатолій Володимирович Петровський (6 березня 1958) — радянський і український футболіст, що грав на позиції захисника. Відомий виступами за низку клубів другої ліги та першої ліги СРСР, найбільш відомий за виступами в складі рівненського «Авангарда», у складі якого зіграв понад 120 матчів у чемпіонатах СРСР, та запорізького «Металурга».

## Клубна кар'єра
Анатолій Петровський розпочав виступи на футбольних полях у Запоріжжі за місцевий аматорський клуб «Трансформатор». У командах майстрів футболіст розпочав виступи в 1979 році у клубі другої ліги «Будівельник» із Череповця. У 1980 році Петровський став гравцем іншого клубу другої ліги — «Хісара» із Шахрисабза, у якому також провів один рік. На початку 1981 року Анатолій Петровський стає гравцем армійського клубу першої ліги «Бустон» із Джиззака, проте, зігравши в цьому клубі лише кілька матчів, перейшов до іншого армійського клубу першої ліги — хабаровський СКА. У цій команді футболіст протягом двох сезонів був футболістом основого складу, зігравши у складі команди 57 матчів. У 1983 році футболіст повертається до Запоріжжя, та стає гравцем клубу першої ліги «Металург», проте грає лише за дублюючий склад команди. Не пробившись до основи команди, Петровський цього ж року стає гравцем друголігової команди «Авангард» із Ровно, у якому він протягом 4 років був гравцем основи, зігравши за цей час 122 матчі в чемпіонаті СРСР. У другій половині 1986 року футболіст повертається до «Металурга», у якому зіграв у першій лізі 22 матчі. На початку 1987 року Анатолій Петровський стає гравцем друголігового луцького «Торпедо», проте зігравши у ньому лише 3 матчі, стає гравцем аматорського клубу з Черкас «Дніпро», який у цьому сезоні мав завдання повернутись у другу лігу. Черкащани виграли зональний турнір команд колективів фізкультури, а пізніше перемогли у фінальному турнірі, який відбувся у Закарпатті. У складі черкащан переможцем чемпіонату УРСР серед колективів фізкультури став і Анатолій Петровський. Футболіст провів і наступний сезон у складі черкаського клубу, вже у другій союзній лізі. Останньою командою майстрів для Петровського став клуб «Гомсільмаш» з Гомеля, в якому футболіст грав у сезоні 1989 року.
У 1991 році виступав за млинівську «Ікву».